# Musée ethnographique Miguel Ángel Builes
Le musée ethnographique Miguel Ángel Builes, ou MEMAB, situé dans le quartier Ferrini, Comuna 12 de Medellín, est principalement consacré à la culture et à la vie quotidienne des peuples amérindiens de Colombie. Il a été fondé en 1962 par la communauté des Misioneros Javerianos de Yarumal.

## Description
Le musée doit son nom à Miguel Ángel Builes, évêque de Santa Rosa de Osos et fondateur du Séminaire de missions de Yarumal en 1927, devenu en 1953 l’Institut des missions étrangères de Yarumal. Il s’appuie sur la connaissance acquise par l’Institut et les objets qu’il a recueillis dans les diverses régions où il est présent soit, pour la Colombie, les départements d’Antioquia, du Vaupés, de l’Arauca et du Chocó.
Il présente de l’ordre de 2 000 objets documentés relevant de rituels chamaniques, de l’activité de subsistance, comme la cueillette ou la culture, la chasse ou la domestication, la pêche, et plus généralement de la vie quotidienne : alimentation, habitat, textiles ou ornements. C’est ainsi une porte d’entrée dans les cultures et les modes de vie des populations amérindiennes.
Les deux salles principales sont consacrées aux peuples d’Amazonie colombienne (Inga, Siona, Tucano, Uitoto…) et à ceux des départements d’Antioquia et du Chocó (Emberra Catio (es), Embera Chami, Tula…). Des collections présentent également les cultures de la région caraïbe (Wayuu, Kogui…), des populations afrocolombiennes et, succinctement, d’autres peuples d’Amérique du Sud, d’Afrique et d’Asie.
Une salle archéologique comporte par ailleurs un grand nombre de poteries précolombiennes de ces régions.
Outre la conservation, la valorisation et la popularisation du patrimoine culturel colombien, le musée organise des sessions de formation pour les jeunes de Medellín et promeut l’activité missionnaire de l’Institut.